# پیرنه-آتلانتیک

شهرستان پیرنه-آتلانتیک (به فرانسوی: Pyrénées-Atlantiques) در ناحیه ناحیه آکیتن در کشور فرانسه واقع شده‌است.

## نگارخانه

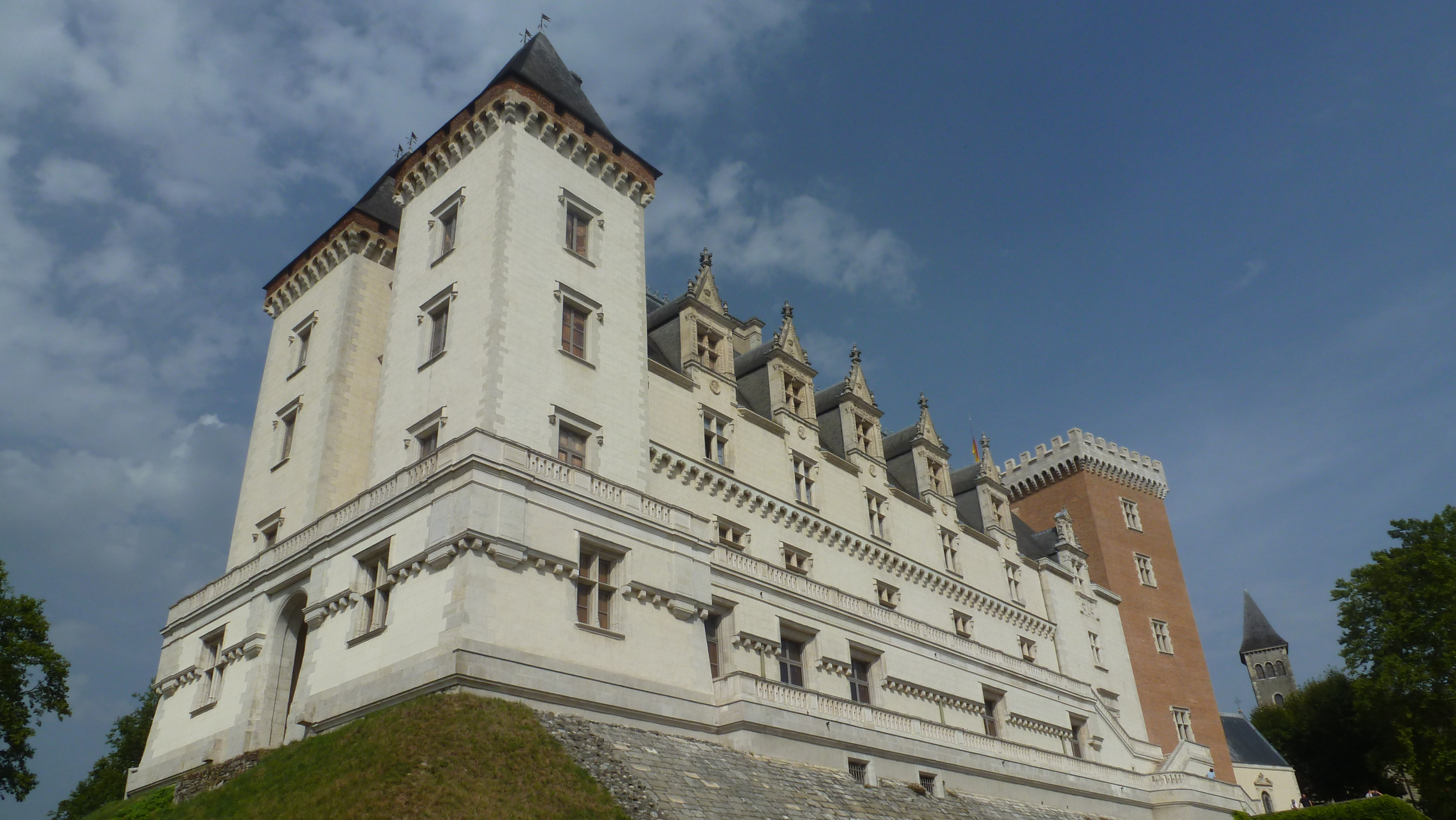
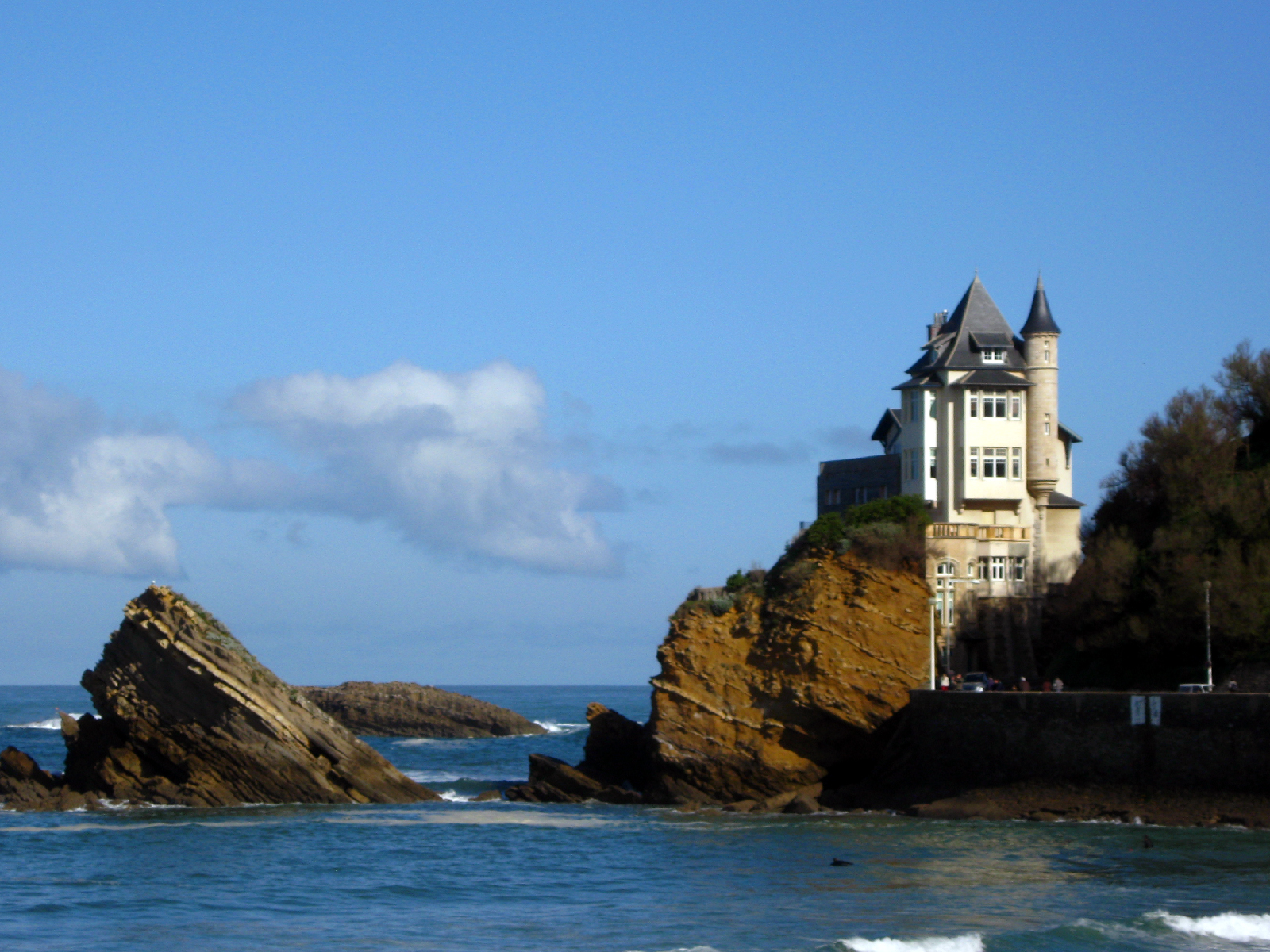
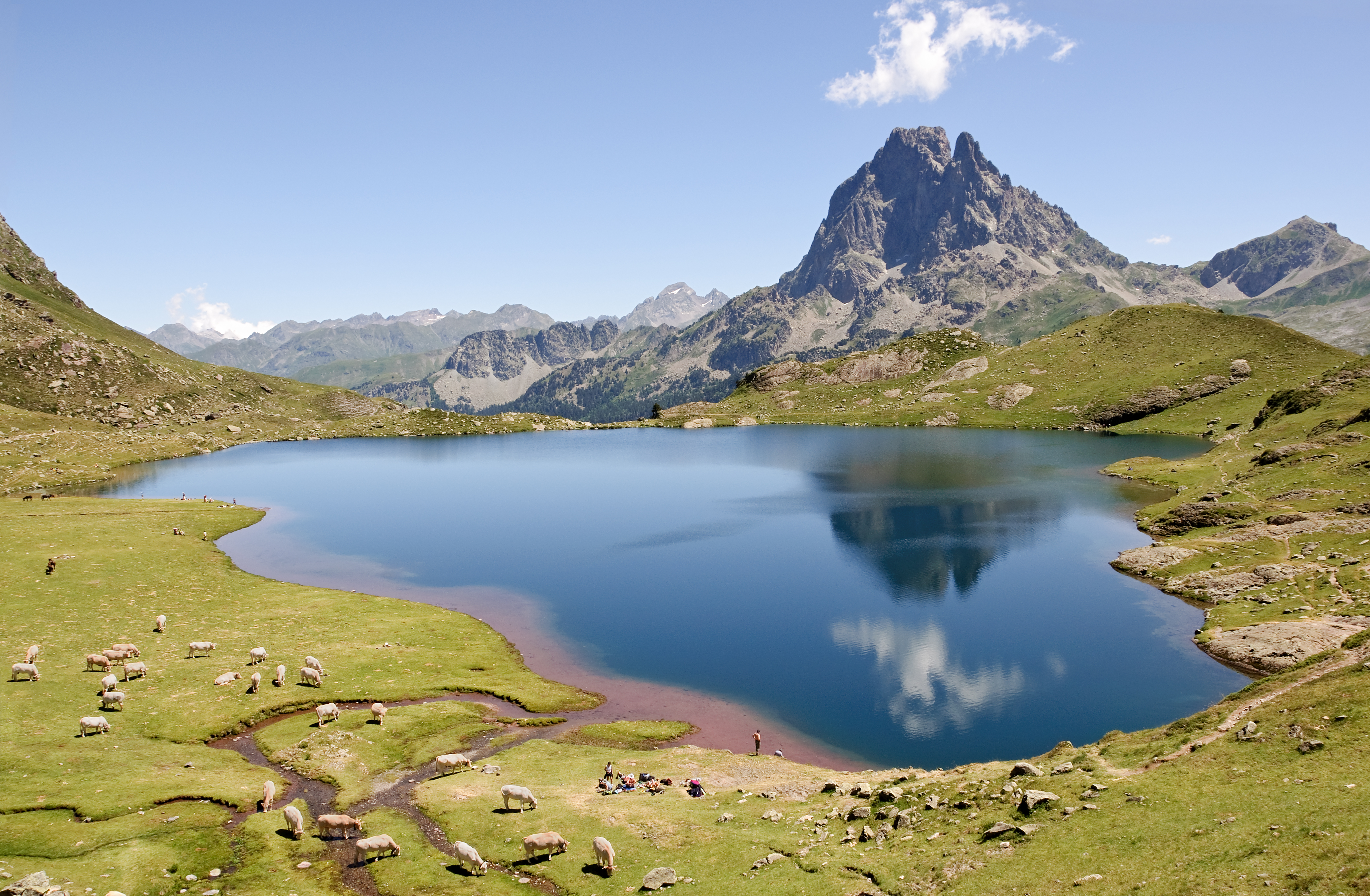
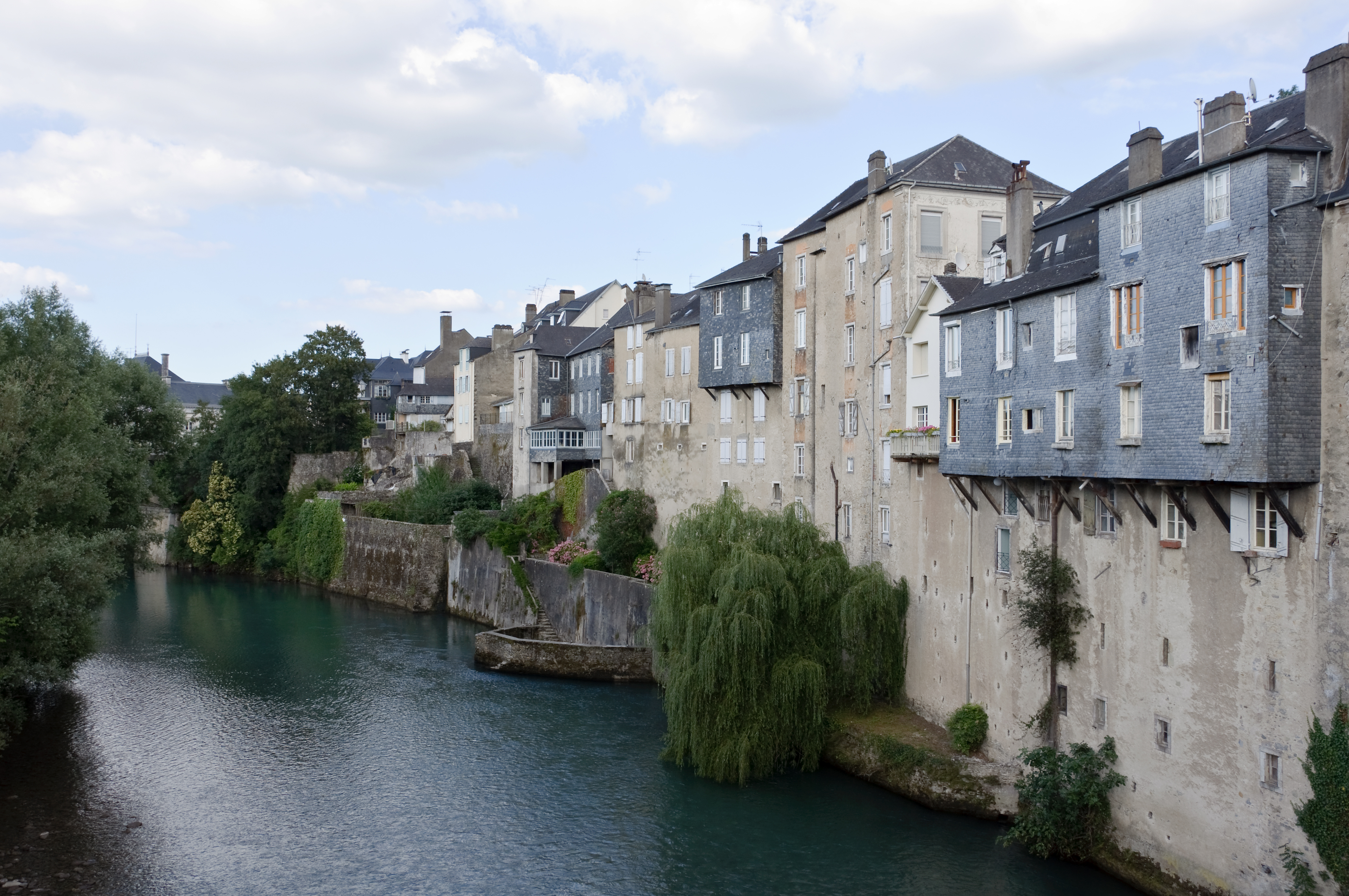
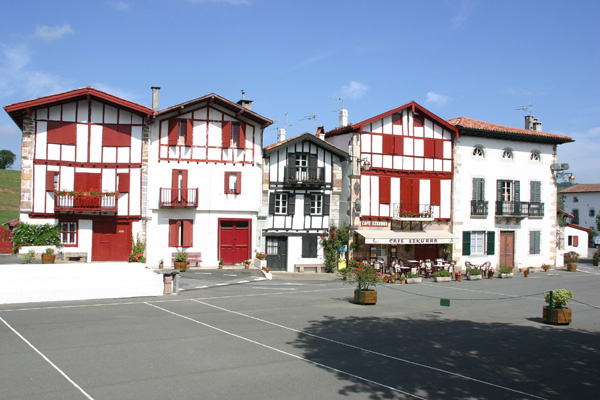